# Козі Зулсдорф
Козі Зулсдорф (англ. Cozi Zuehlsdorff; нар. 3 серпня 1998, Орандж, Каліфорнія, США) — американська акторка та співачка. Відома за роллю Хейзела Хаскетта у фільмі «Історія дельфіна» та у продовженні «Історія дельфіна 2». Вона також з'явилася в серіалі «Могутні медики» у ролі Джордана та у «Лів і Медді» у ролі Оушена. У листопаді 2014 року вона випустила свій дебютний мініальбом «Originals». Козі співпрацював з хаус-виконавцем Хеллбергом лейбла «Monstercat» над його синглом «The Girl», в якому Козі брала участь у вокалі, який був включений до його мініальбомі «This Is Me» та «Monstercat 021 — Perspective».

## Кар'єра
Козі почала зніматися в мюзиклах у молодому віці. Її першою великою роллю стала Хейзел у фільмі «Історія дельфіна» 2011 року. Потім вона з'явилася в серіалі «Лів і Медді» на каналі Disney і «Могутні медики» на каналі Disney XD, а потім повторила свою роль Хейзел в «Історія дельфіна 2». Вона зіграла головну роль у телевізійному фільмі 2018 року «Чудова п'ятниця».
Козі також є співаком і автором пісень. Вона написала та виконала пісню «Brave Souls» для «Історія дельфіна 2». Вона випустила свій дебютний незалежний мініальбом «Originals» у листопаді 2014 року. Козі також брала участь у виконанні пісні Хеллберга «The Girl», випущеної 16 березня 2015 року, і кількох інших на Monstercat.

## Дискографія

### Originals
Originals — дебютний мініальбом американської актриси та співачки Козі Зулсдорф. Він вийшов 27 листопада 2014 року.

#### Список композицій
| #     | Назва                  | Автор         | Тривалість |
| ----- | ---------------------- | ------------- | ---------- |
| 1.    | «Overruled»            | Козі Зулсдорф | 3:28       |
| 2.    | «Middle of A»          | Козі Зулсдорф | 2:42       |
| 3.    | «My Jam»               | Козі Зулсдорф | 3:02       |
| 4.    | «Original Originals»   | Козі Зулсдорф | 3:23       |
| 5.    | «Shield»               | Козі Зулсдорф | 3:56       |
| 6.    | «Turn the Light On»    | Козі Зулсдорф | 3:26       |
| 7.    | «That's All She Wrote» | Козі Зулсдорф | 3:25       |
| 23:23 |                        |               |            |

### Сингли

#### Як головний артист
| Назва                                            | Рік  | Альбом              |
| ------------------------------------------------ | ---- | ------------------- |
| "Brave Souls"                                    | 2014 | Позаальбомний сингл |
| "Handpainted" (Brennley's Song)                  | 2015 | Позаальбомний сингл |
| "Beat Drops"                                     | 2018 | Позаальбомний сингл |
| "It's a Wonderful Life"                          | 2018 | Позаальбомний сингл |
| "The Old Me & You" (разом з Ендрю Барт Фельдман) | 2021 | Позаальбомний сингл |
| "Boy In My Head"                                 | 2022 | Позаальбомний сингл |
| "Tattoo Removed"                                 | 2022 | Позаальбомний сингл |
| "Done This Before"                               | 2023 | Позаальбомний сингл |
| "All About Me"                                   | 2023 | Позаальбомний сингл |
| "Lead Poisoning"                                 | 2023 | Позаальбомний сингл |
| "Macbeth"                                        | 2023 | Позаальбомний сингл |
| "River"                                          | 2023 | Позаальбомний сингл |
| "Who's Your Friend"                              | 2024 | Позаальбомний сингл |
| "Time Machine"                                   | 2024 | Позаальбомний сингл |

#### В якості запрошеного артиста
| Назва                                                       | Рік  | Альбом              |
| ----------------------------------------------------------- | ---- | ------------------- |
| "The Girl" (Хеллберг разом з Козі Зулсдорф)                 | 2015 | Позаальбомний сингл |
| "Where I'll Be Waiting" (Річ Едвардс разом з Козі Зулсдорф) | 2016 | Позаальбомний сингл |
| "Nevada" (Vicetone разом з Козі Зулсдорф)                   | 2016 | Позаальбомний сингл |
| "Confessions" (MYRNE разом з Козі Зулсдорф)                 | 2017 | Позаальбомний сингл |
| "Way Back" (Vicetone разом з Козі Зулсдорф)                 | 2018 | Позаальбомний сингл |
| "Medusa" (Vicetone разом з Козі Зулсдорф)                   | 2019 | Позаальбомний сингл |
| "City of Angels" (Деміан Макгінті разом з Козі Зулсдорф)    | 2021 | Позаальбомний сингл |

## Фільмографія

### Фільм
| Рік  | Українська назва           | Оригінальна назва            | Роль           | Примітки             |
| ---- | -------------------------- | ---------------------------- | -------------- | -------------------- |
| 2011 | Історія дельфіна           | Dolphin Tale                 | Хейзел Хаскет  |                      |
| 2013 | Вінтер: Дельфін, який може | Winter: The Dolphin That Can | Оповідач       | Документальний фільм |
| 2014 | Історія дельфіна 2         | Dolphin Tale 2               | Хейзел Хаскет  |                      |
| 2017 | Чиста країна: Чисте серце  | Pure Country: Pure Heart     | Пайпер Спенсер | Прямий відеофільм    |

### Телебачення
| Рік       | Українська назва                | Оригінальна назва                            | Роль                 | Примітки                                   |
| --------- | ------------------------------- | -------------------------------------------- | -------------------- | ------------------------------------------ |
| 2011      | Перший погляд                   | 1st Look                                     | Сама себе (Інтерв'ю) | Епізод: «Історія дельфіна»                 |
| 2011      | Зроблено в Голлівуді            | Made in Hollywood                            | Сама себе            | Епізод: #7.1                               |
| 2013      | Понеділок вранці                | Monday Mornings                              | Тріша Міллер         | Епізод: 1.2: «Deus Ex Machina»             |
| 2013      | Софія Прекрасна                 | Sofia the First                              | Співачка             | Епізод: «Всего лишь один из принцев»       |
| 2013      | Лів і Медді                     | Liv and Maddie                               | Оушен                | Епізоди: «Steal-A-Rooney», «Kang-A-Rooney» |
| 2013—2015 | Могутній мед                    | Mighty Med                                   | Джордан              | Постоянная роль, 9 эпизодов                |
| 2015      | Реанімація                      | Code Black                                   | Одрі                 | Епізод: 10 (ассистентка)                   |
| 2016      | К.С. Під прикриттям             | K.C. Undercover                              | Пінкі                | Епізод: «Поймайте его, если сможете»       |
| 2018      | Страшна п'ятниця                | Freaky Friday                                | Еллі                 | Список оригінальних фільмів Disney Channel |
| 2022      | Шкільний мюзикл: Мюзикл: Серіал | High School Musical: The Musical: The Series | Репортер             | 2 епізод                                   |
| 2023      | Додому                          | Going Home                                   | Джейні Річардс       | Епізод: «Charley's Way»                    |